# Zeleni Slovenije
Zeleni Slovenije (ZS) je politična stranka iz Slovenije, ki je bila ustanovljena 11. junija 1989 v ljubljanskem Mostecu. Leta 2018 se je stranka iz "Zeleni Slovenije" preimenovala v "Andrej Čuš in Zeleni Slovenije", po volitvah pa se je vrnila k prvotnemu imenu.
Trenutni predsednik Zelenih Slovenije je Andrej Čuš.

## Zgodovina
Svetovno zeleno gibanje je vplivalo na pojav zelenih strank tudi v Sloveniji in tako so v Mostecu pri Ljubljani 11. junija 1989 ustanovili Zelene Slovenije kot stranko, ki se je takoj aktivno vključila v aktualno politično življenje Slovenije. Nastali so torej v času ko so nastale tudi druge demokratične stranke, ki so se udeležile prvih demokratičnih volitev 1990.
Na prvih demokratičnih volitvah leta 1990 jih je podprla desetina Slovencev in Slovenk ter državljanov in državljank Slovenije. Po volitvah 1996 so izpadli iz Državnega zbora.
V 1. državnem zboru Republike Slovenije so Zeleni imeli 5 poslancev (zbrali 9 % glasov), medtem ko so se v 2. državni zbor Republike Slovenije komaj uvrstili.
Zeleni Slovenije so se za nastop na državnozborskih volitvah leta 2011 povezali še z Zvezo za Primorsko, Demokrati Slovenije, Zeleno koalicijo in SMS - Zelenimi.

## Rezultati volitev

### Državnozborske volitve
| Volitve | Št. glasov | %    | +/–        | Sedeži | +/– | Mesto | Vlada                                       |
| ------- | ---------- | ---- | ---------- | ------ | --- | ----- | ------------------------------------------- |
| 1992    | 44.019     | 3,70 | Stagnacija | 5 / 90 | 5   | 7.    | Koalicija (1992-1993) Opozicija (1993-1994) |
| 1996    | 18.853     | 1,76 | 1,94       | 0 / 90 | 5   | 9.    | –                                           |
| 2000    | 9.691      | 0,90 | 0,86       | 0 / 90 | 0   | 9.a   | –                                           |
| 2004    | 6.703      | 0,69 | 0,21       | 0 / 90 | 0   | 12.   | –                                           |
| 2008    | 5.367      | 0,51 | 0,18       | 0 / 90 | 0   | 11.   | –                                           |
| 2011    | 4.000      | 0,36 | 0,15       | 0 / 90 | 0   | 11.   | –                                           |
| 2014    | 4.629      | 0,53 | 0,17       | 0 / 90 | 0   | 14.   | –                                           |
| 2018    | 9.708      | 1,09 | 0,56       | 0 / 90 | 0   | 13.   | –                                           |
| 2022    | 40.612     | 3,41 | 2,32       | 0 / 90 | 0   | 7.b   | –                                           |

^a  Stranka se je na volitve podala na skupni listi Združeni zeleni.
^b  Stranka se je na volitve podala na skupni listi Povežimo Slovenijo.

#### Volitve v Državni zbor RS 2018
Pred Državnozborskimi volitvami 2018 se je stranka preimenovala v Andrej Čuš in Zeleni Slovenije. Stranka je z 1,09 % oz. 9.708 glasovi dosegla trinajsto mesto med sodelujočimi strankami in se v parlament ni uvrstila.

#### Volitve v Državni zbor RS 2022
Tokrat so se na volitve odpravili kot člani gibanja Povežimo Slovenijo skupaj s SLS, NLS, Novo socialdemokracijo in stranko Konkretno. Na volitvah 24. aprila 2022 je zavezništvo prejelo 3,41 % glasov in se ni uvrstilo v Državni zbor.

### Evropske volitve
| Volitve | Št. glasov | %    | +/–        | Sedeži | +/–        | Mesto |
| ------- | ---------- | ---- | ---------- | ------ | ---------- | ----- |
| 2004    | 10.027     | 2,30 | Stagnacija | 0 / 8  | Stagnacija | 8.a   |
| 2009    | 3.382      | 0,73 | 1,57       | 0 / 8  | Stagnacija | 10.b  |
| 2014    | 3.335      | 0,83 | 0,10       | 0 / 8  | Stagnacija | 13.   |
| 2019    | 10.706     | 2,22 | 1,39       | 0 / 8  | Stagnacija | 9.    |
| 2024    | 10.865     | 1,61 | 0,61       | 0 / 9  | Stagnacija | 10.   |

^a  Stranka se je na volitve podala na skupni listi SMS+Zeleni.
^b  Stranka se je na volitve podala na skupni listi Združeni Zeleni.

#### Volitve v Evropski parlament 2014
Na evropskih volitvah 2014 so prejeli 0,83 % in zasedli predzadnje mesto med vsemi strankami. Nosilec liste je bil Vlado Čuš.
1. Vlado Čuš
2. Barbara Cenič Kranjc
3. Martin Gorjanc
4. Nives Grlj
5. Marko Mitja Feguš
6. Tamara Galun
7. Franc Branko Vivod
8. Andreja Galinec

#### Volitve v Evropski parlament 2019
Na evropskih volitvah 2019 so prejeli 2,22 % oziroma 10.706 glasov, kar je najboljši rezultat stranke od leta 1996. Nosilec liste je bil Gorazd Pretnar.
1. Gorazd Pretnar
2. Nada Pavšer
3. Marko Brnič Jager
4. Katarina Dea Žetko
5. Dragan Djukić
6. Ines Deželak
7. Gregor Horvatič
8. Zorica Škorc

#### Volitve v Evropski parlament 2024
Čeprav svoje kandidature prej niso javno oznanili, so v stranki Zeleni Slovenije odprli volilni račun za kampanjo za evropske volitve 2024. Kmalu za tem je v javnosti zaokrožila informacija, da naj bi skupaj s stranko Zelenih na volitvah kandidiral Klemen Grošelj, ki je zaradi nestrinjanja umaknil soglasje za kandidaturo na listi Gibanja Svoboda. Grošelj in Zeleni so 5. maja 2024 potrdili govorice o kandidaturi.
Na listo naj bi povabili še dva izključena iz stranke Svoboda, poslanko Mojco Šetinc Pašek in planiranega nosilca liste Svobode Aleksandra Merla. Svet stranke Zeleni je 8. maja zvečer potrdil končno kandidatno listo, na kandidaturo je nazadnje pristala tudi Mojca Šetinc Pašek, stranka SMS - Zeleni pa je prispevala aktivista Renata Volkerja.
1. Klemen Grošelj
2. Nada Pavšer
3. Bogomil Knavs
4. Vesna Lavtižar
5. Milan Gabrovec
6. Valerija Korošec
7. Renato Volker
8. Mojca Šetinc Pašek
9. Aleksander Merlo.

Na volitvah 9. junija se stranki ni uspelo prebiti v Evropski parlament. Podprlo jo je 1,61 % volivcev, s čimer je zasedla predzadnje mesto med sodelujočimi listami.

### Predsedniške volitve
Stranka je v drugem krogu predsedniških volitev 2022 podprla kandidata Anžeta Logarja.

## Organi stranke
- Predsednik: Andrej Čuš
- Podpredsednika: Nada Pavšer, Zvonko Lah
- Generalni sekretar: Nejc Škof
- Predsednik programskega sveta: Gorazd Pretnar
- Predsednik Mladih zelenih: Jaka Petrovič